# آكيو ماتسوياما
آكيو ماتسوياما (باليابانية: 松山 明男) (مواليد 17 سبتمبر 1976)، هو لاعب كرة قدم سابق كان يلعب كلاعب وسط.